# Unterensingen
Unterensingen – miejscowość i gmina w Niemczech, w kraju związkowym Badenia-Wirtembergia, w rejencji Stuttgart, w regionie Stuttgart, w powiecie Esslingen, wchodzi w skład wspólnoty administracyjnej Nürtingen. Leży nad Neckarem, ok. 12 km na południe od Esslingen am Neckar, przy autostradzie A8 i drodze krajowej B313.

## Demografia
- 1939: 1 067
- 1946: 1 431
- 1950: 1 545
- 1960: 1 987
- 1970: 2 921
- 1980: 4 048
- 1990: 4 033
- 2000: 4 479
- 2005: 4 515
- 2006: 4 562